# Armenian Constitutional Right-Protective Centre
Das Armenische Zentrum zum Schutz der Konstitutionellen Rechte (engl. Armenian Constitutional Right-Protective Centre; Abkürzung: ACRPC) ist eine im Jahr 1995 gegründete Nichtregierungsorganisation, die ihren Sitz in Wanadsor, Armenien hat. Ihr Ziel ist es, zur Entwicklung einer demokratischen Rechtskultur in Armenien durch wissenschaftliche Tätigkeit, Weiterbildung und Rechtsbeistand für die Bürger beizutragen. Gründungspräsident ist der armenische Jurist Gevork Manoukian.

## Tätigkeit in Armenien
1. Die Armenische Menschenrechtsschule (AHRS), für die dem ACRPC von der Stadtverwaltung ein Grundstück im Zentrum von Wanadsor zur Verfügung gestellt wurde, bietet jährlich spezialisierte Aufbaukurse für Mittelschullehrer im Fach “Sozialwissenschaften” (Menschenrechte, Bürgerschaftliche Erziehung, Staat und Gesetze sowie Ethik) an.[4]
2. In der Gemeinschaftsmittelschule (CSS) werden Kinder unter Anwendung der Gemeinschaftlichen Lehrmethodologie (CTM) unterrichtet.
3. Das Netzwerk von Menschenrechtsbibliotheken (HRLN) hält Informationen zu Gesetzen und Menschenrechten in Armenien bereit und dient als Ressourcenzentrum in den Städten Wanadsor, Hrasdan, Sewan, Gawar, Dilidschan und Artaschat.
4. Veröffentlichungen: Das ACRPC veröffentlicht seit 1989 eine Zeitschrift für Gesetzwissenschaften Um der Gerechtigkeit Willen (For the Sake of Justice) und seit 2005 die Zeitung Rechtskultur (Legal Culture). Die Veröffentlichungen werden unter Bildungs-, Zivilgesellschafts- und Regierungsinstitutionen verbreitet.
5. Das ACRPC bietet armenischen Bürgern eine kostenlose Rechtsberatungen an und versucht, Verfassungsreformen anzuregen.

Zwischen 2003 und 2008 erreichte die ACRPC ungefähr 6 % der armenischen Bevölkerung durch spezialisierte Aufbaukurse für Mittelschullehrer.

## Internationale Tätigkeit
Das ACRPC hat seit 2007 einen Sonderkonsultativstatus beim Wirtschafts- und Sozialrat der UN (ECOSOC) und steht seit 2002 in Verbindung mit dem UN Department of Public Information (UN DPI). Es ist außerdem bei der UNCTAD akkreditiert.
Das ACRPC ist Mitglied mehrerer internationaler Zivilgesellschaftsnetzwerke, einschließlich der Conference of NGOs in Consultative Status with the United Nations (CoNGO), International Union of Black Sea NGOs (IUBSNGO), Civicus – World Alliance for Citizen Participation, Global Call for Action against Poverty (GCAP) Armenische Koalition und koordiniert die Global Campaign for Education (GCE) Armenische Koalition.